# Charles Estourgie

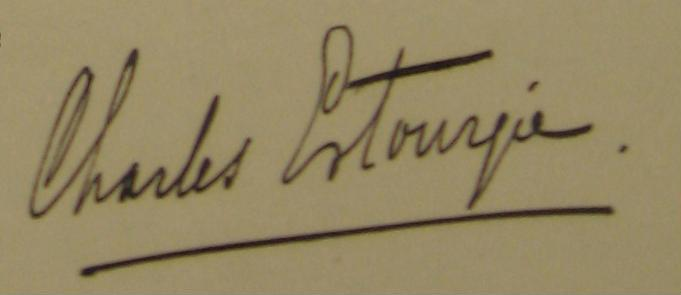
Handtekening Charles Estourgie

Charles Marie François Henri Estourgie (Amsterdam, 23 juni 1884 – Nijmegen, 26 augustus 1950) was een Nederlands architect.

## Leven en werk
De Rooms-Katholieke Estourgie begon zijn carrière als leerling op het architectenbureau van Eduard Cuypers. In 1912 kreeg hij in Oss zijn eerste opdracht. Het betrof een kantoorgebouw voor de margarinefabiek van Frans Jurgens. In hetzelfde jaar ontwierp Estourgie voor Jurgens Huize Heijendaal. In Nijmegen ontwierp hij verschillende villa's en was hij verantwoordelijk voor de uitbreiding van het Canisiuscollege en het Stedelijk Gymnasium. Na zijn overlijden in 1950 zette zijn zoon Charles jr. het bureau voort. Zijn zoon Hubert werd een bekend kunstenaar. Charles Estourgie ligt begraven op de Begraafplaats Heilig Land Stichting.
In 1932 verzorgde Estourgie de vormgeving van de eerste grote Maria-Omgang in Nijmegen, een kleurrijke, massale processie, met een zwart Mariabeeldje als centraal object, die tot 1998 jaarlijks in de stad werd gehouden. In de hoogtijdagen trok dit evenement tienduizenden bezoekers uit het hele land. In het Nijmeegse Hunnerpark staat de door hem ontworpen C.A.P. Ivensbank (1936).

## Wetenswaardigheden
- Estourgie was ridder in de Orde van Sint-Gregorius de Grote.
- In de wijk Hunnerberg is een straat naar hem vernoemd.
- Estourgie was woonachtig op Javastraat 106.

## Selectie van werken
| Plaatsnaam  | Gebouw                                                                              | Jaar      | Opmerkingen                                    |
| ----------- | ----------------------------------------------------------------------------------- | --------- | ---------------------------------------------- |
| Nijmegen    | Huize Heijendaal, Geert Grooteplein Noord 9                                         | 1912-1914 |                                                |
| Nijmegen    | Villa Saxon Holme, Javastraat                                                       | 1913-1913 |                                                |
| Oss         | Stedebouwkundig plan en Villapark Oss, nu Dr.Hermanslaan                            | 1918-1922 |                                                |
| Nijmegen    | Bisschop Hamerhuis                                                                  | 1923-1923 |                                                |
| Nijmegen    | Meisjespensionaat Mariënbosch                                                       | 1923-1924 |                                                |
| Hees        | Rusthuis Sancta Maria aan de Bredestraat 170                                        | 1923-1924 | Kapel toegevoegd                               |
| Groenlo     | Mattelierstraat 25                                                                  | 1924-1924 |                                                |
| Nijmegen    | Verbouwing Boekhandel Kloosterman                                                   | 1927-1927 | Verwoest in 1944                               |
| Nijmegen    | Café-restaurant Germania, Keizer Karelplein                                         | 1927-1928 | Afgebroken in 1970                             |
| Berg en Dal | Klooster Koningsgaard, van 1983 tot 1996 klooster Mariadal, sinds 1996 Mariaconvent | 1928      | [ 1 ]                                          |
| Nijmegen    | Canisius College (internaat)                                                        | 1930-1931 | Uitbreiding met linkergebouw                   |
| Nijmegen    | Kamer van koophandel, Marienburg                                                    | 1931-1932 | Mix van expressionistische en zakelijke stijl. |
| Nijmegen    | St. Annastraat 286                                                                  | 1933-1933 |                                                |
| Nijmegen    | Bloemisterij St. Annastraat 338b                                                    | 1935-1935 |                                                |
| Nijmegen    | C.A.P. Ivensbank, Hunnerpark                                                        | 1936-1936 |                                                |
| Nijmegen    | Huygensweg 15                                                                       | 1939-1939 |                                                |
| Nijmegen    | St. Annastraat 244                                                                  | 1939-1939 |                                                |
| Bemmel      | Veldkapel                                                                           | 1946-1946 |                                                |
| Nijmegen    | Bijleveldsingel 147-165                                                             | 1948-1948 |                                                |
| Nijmegen    | Winkelwoonhuis, Pauwelstraat 4                                                      | 1949-1950 |                                                |

## Afbeeldingen

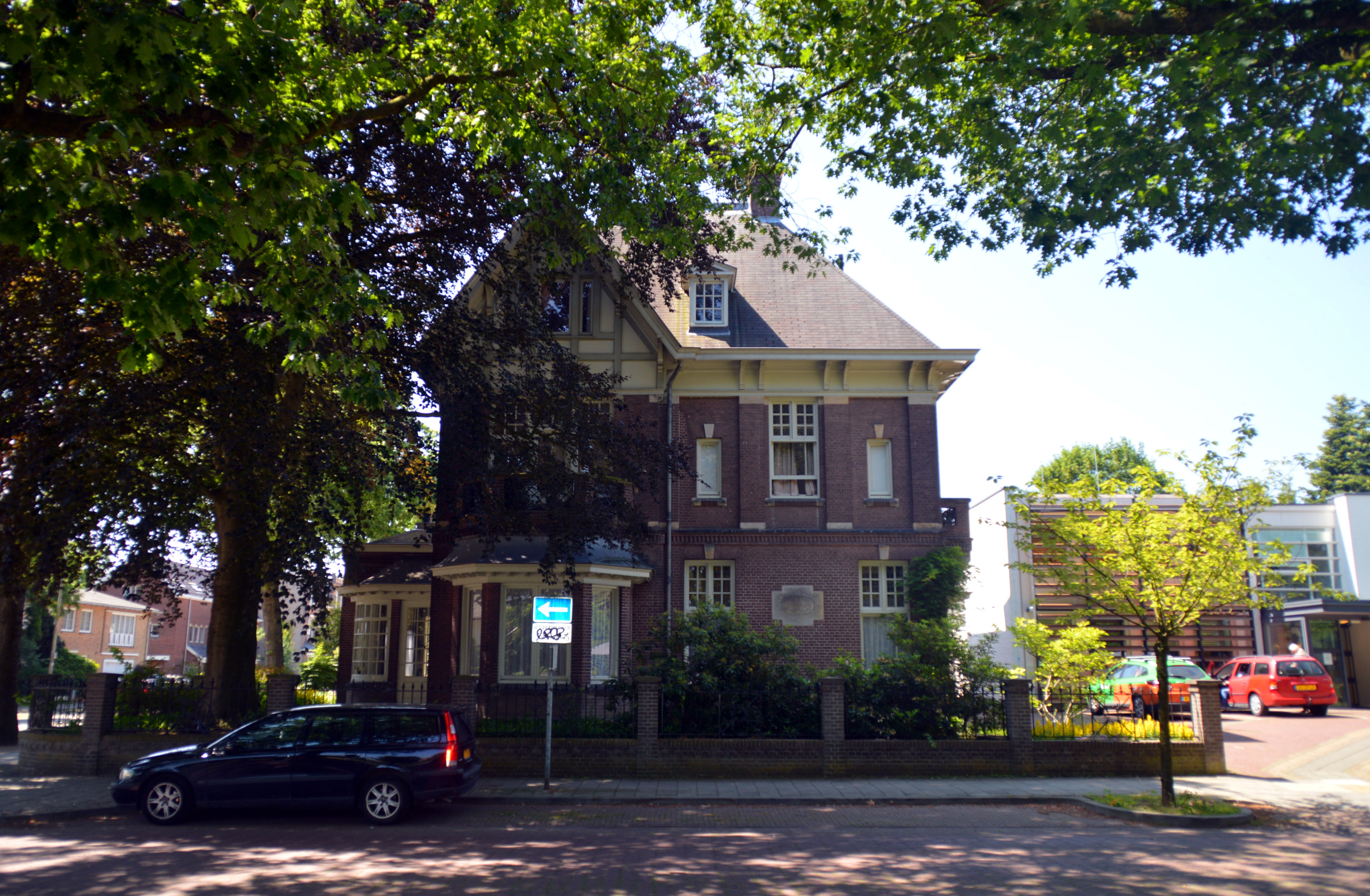
Villa Saxon Holme, Javastraat 1913
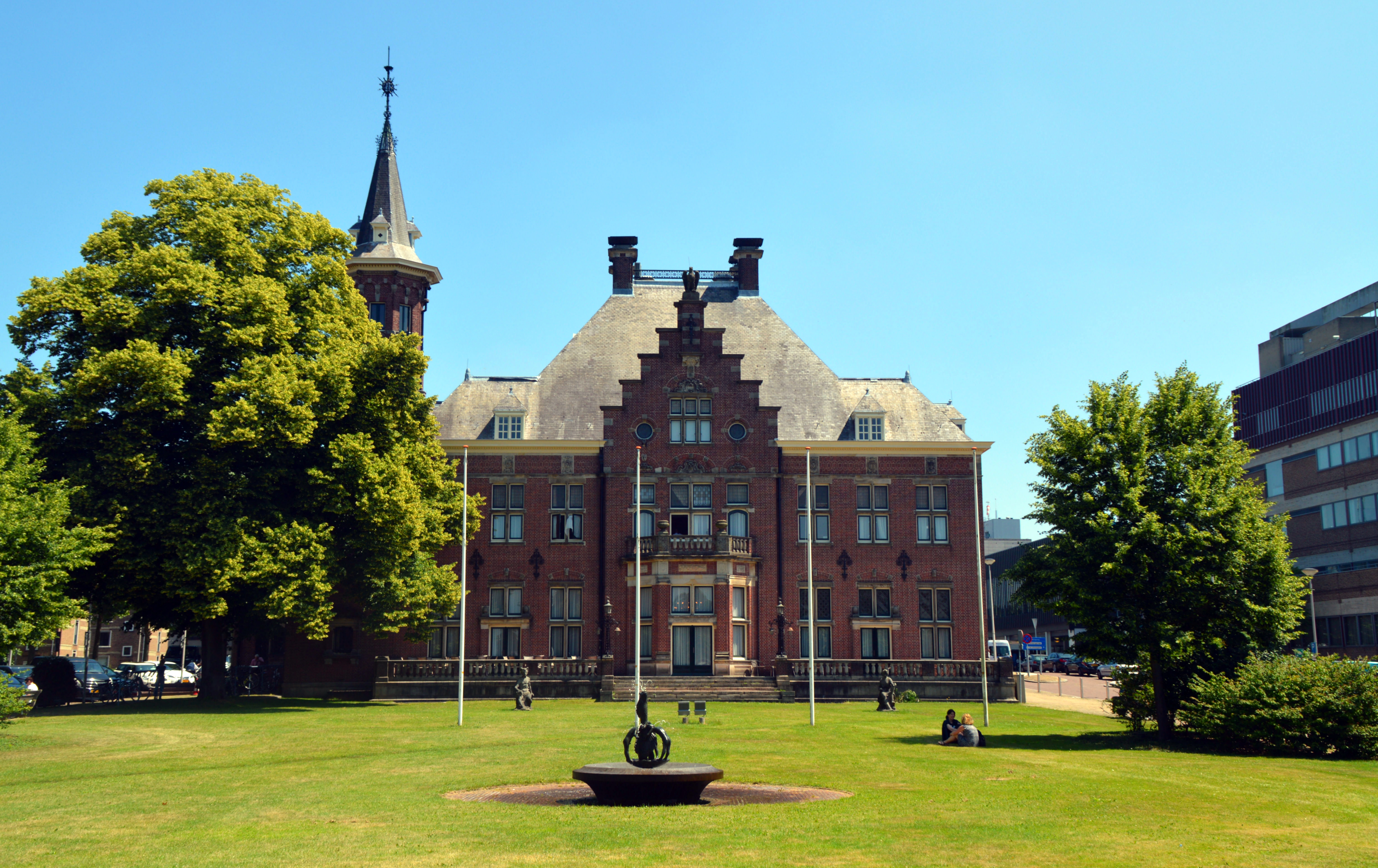
Huize Heijendaal 1914
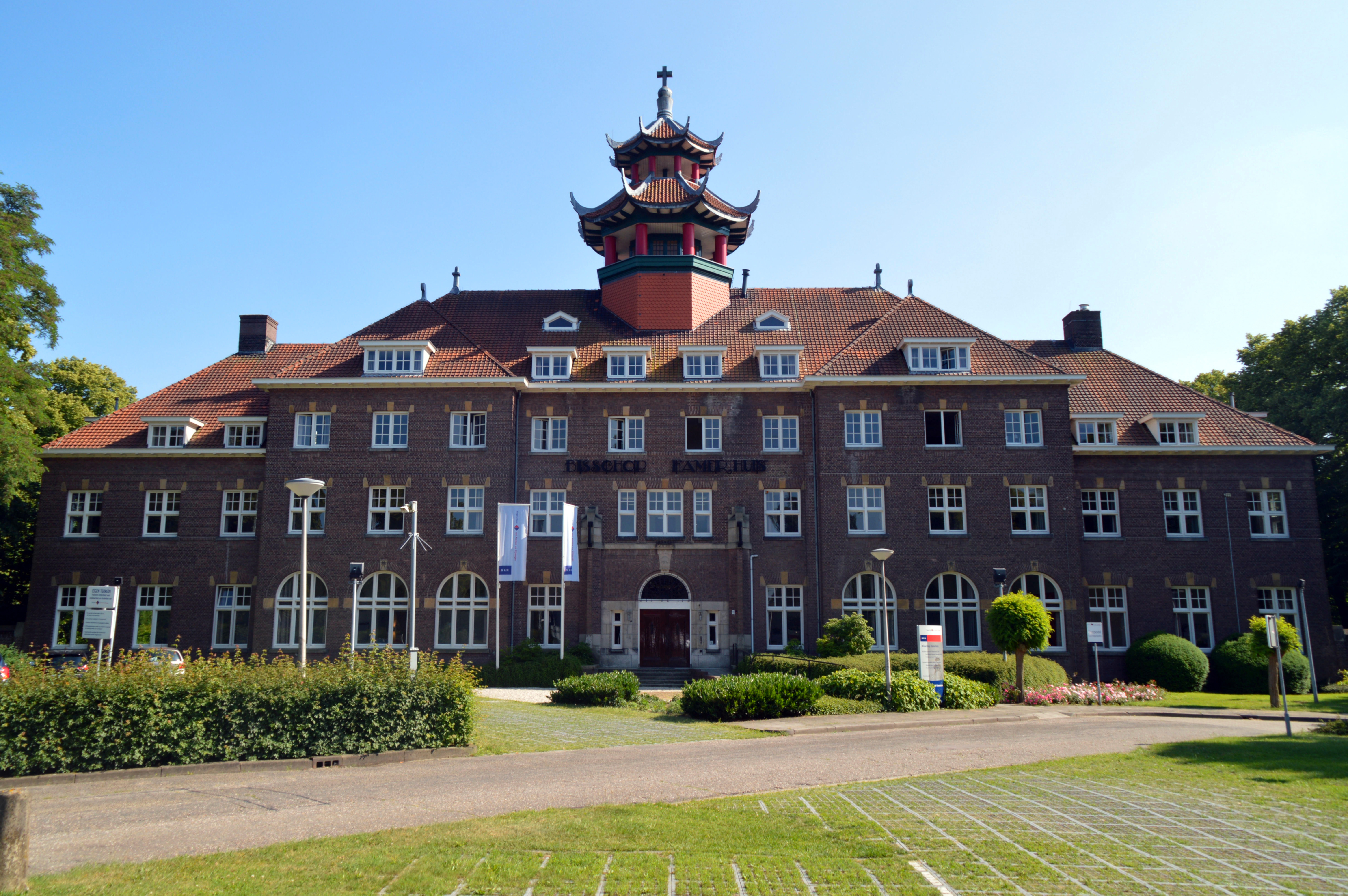
Bisschop Hamershuis 1924
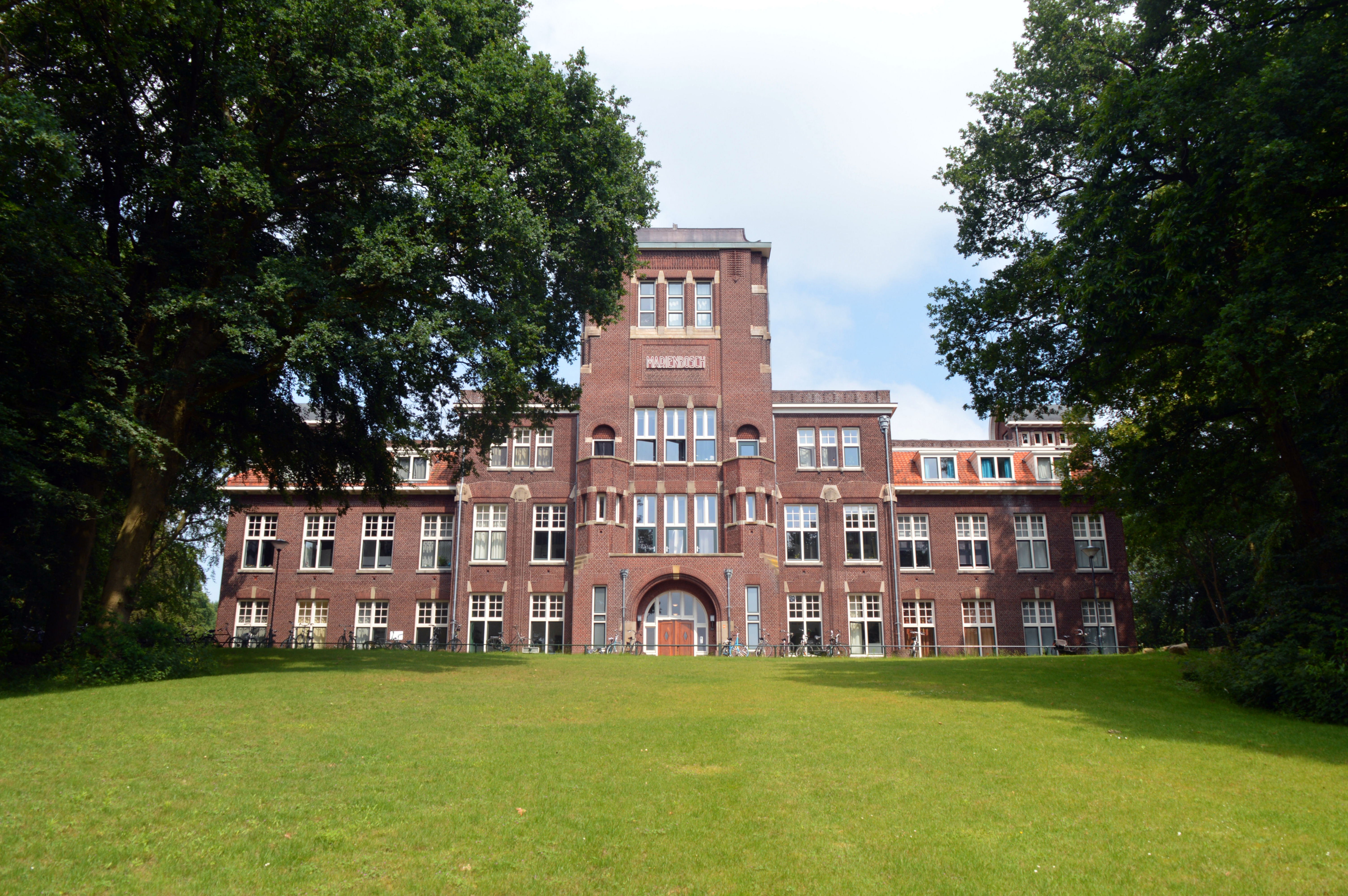
Het voormalige klooster Mariënbosch 1924
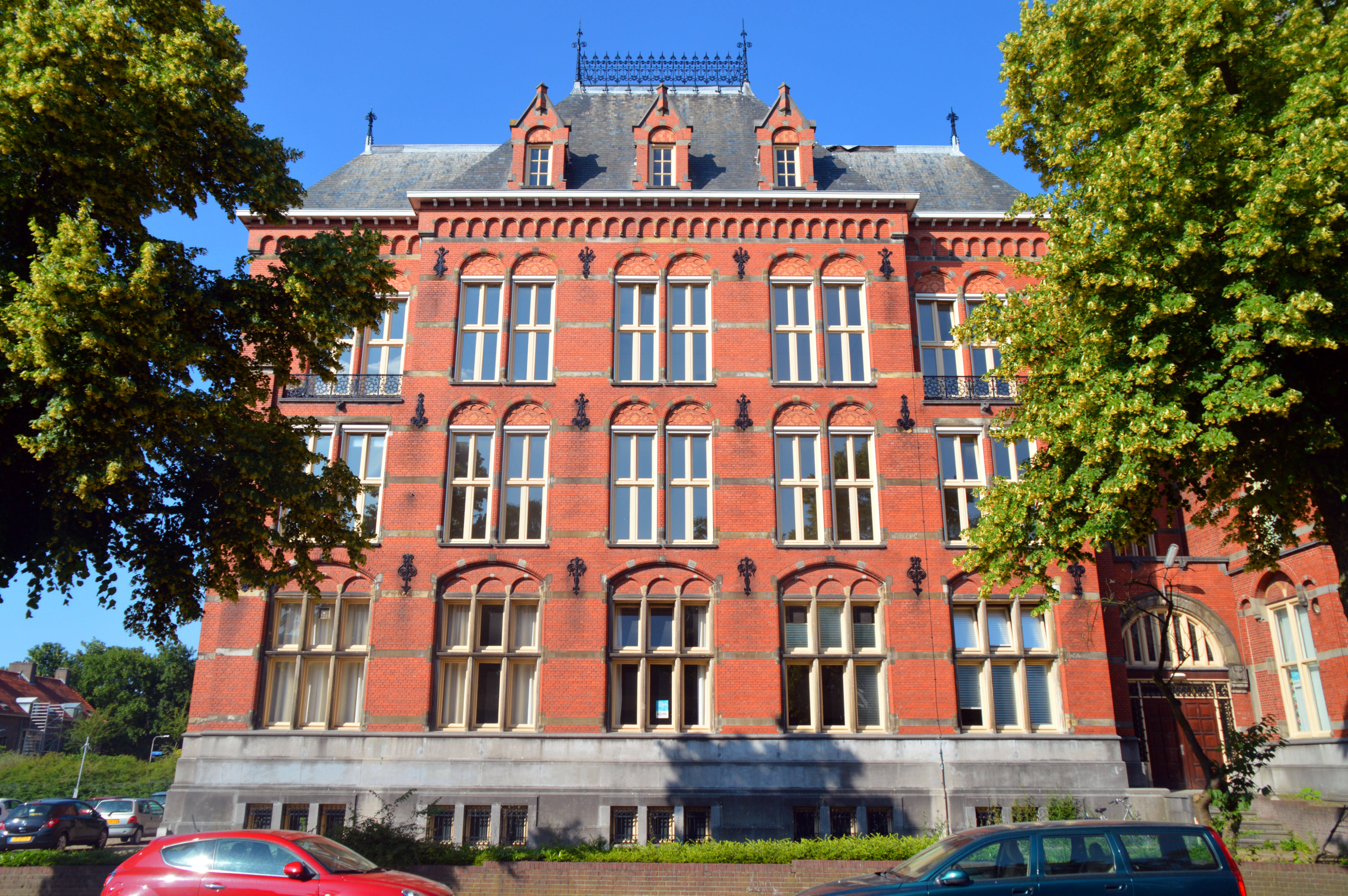
Canisius College (internaat) 1931
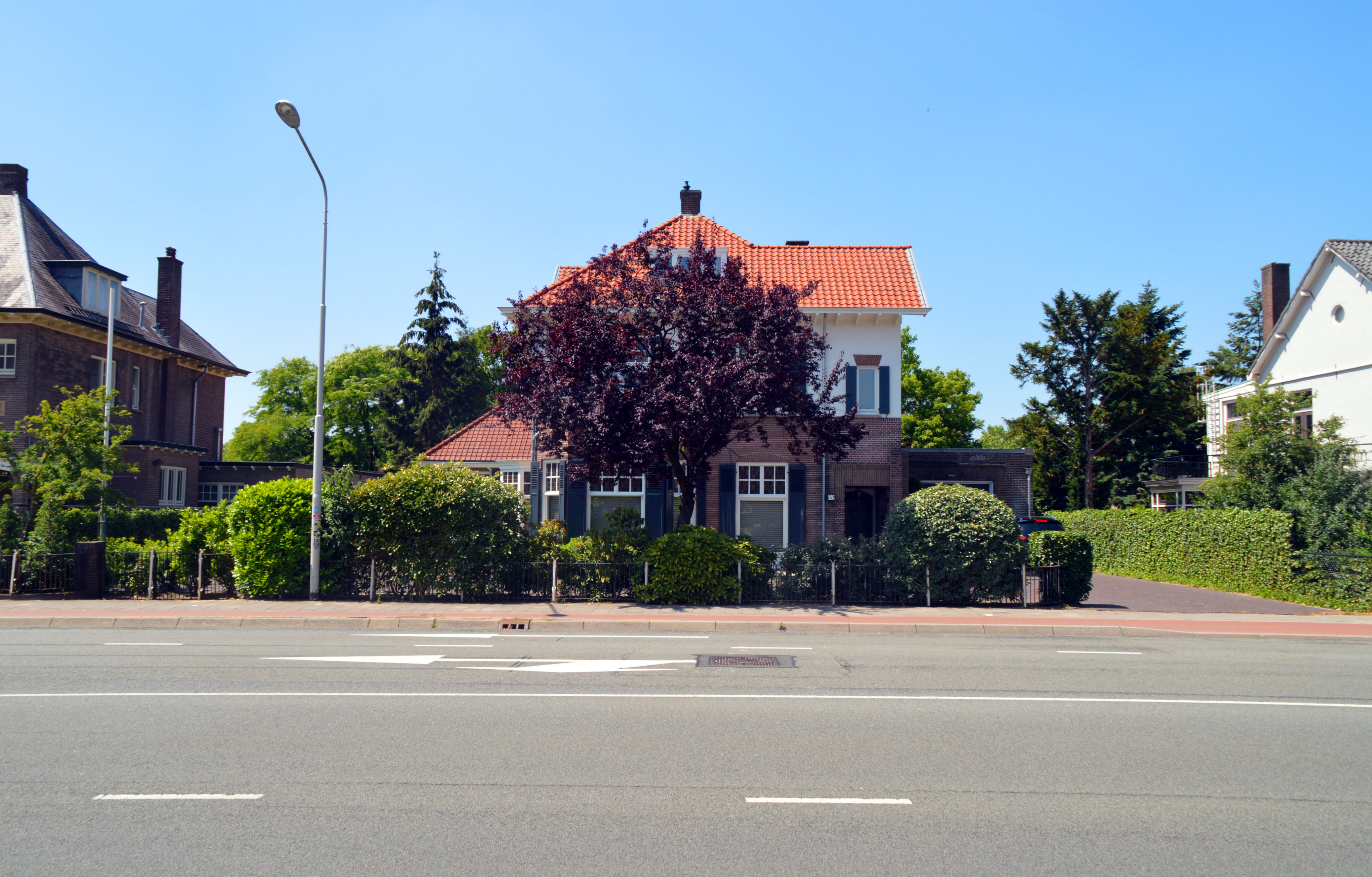
St. Annastraat 286, Nijmegen, Charles Estourgie 1933
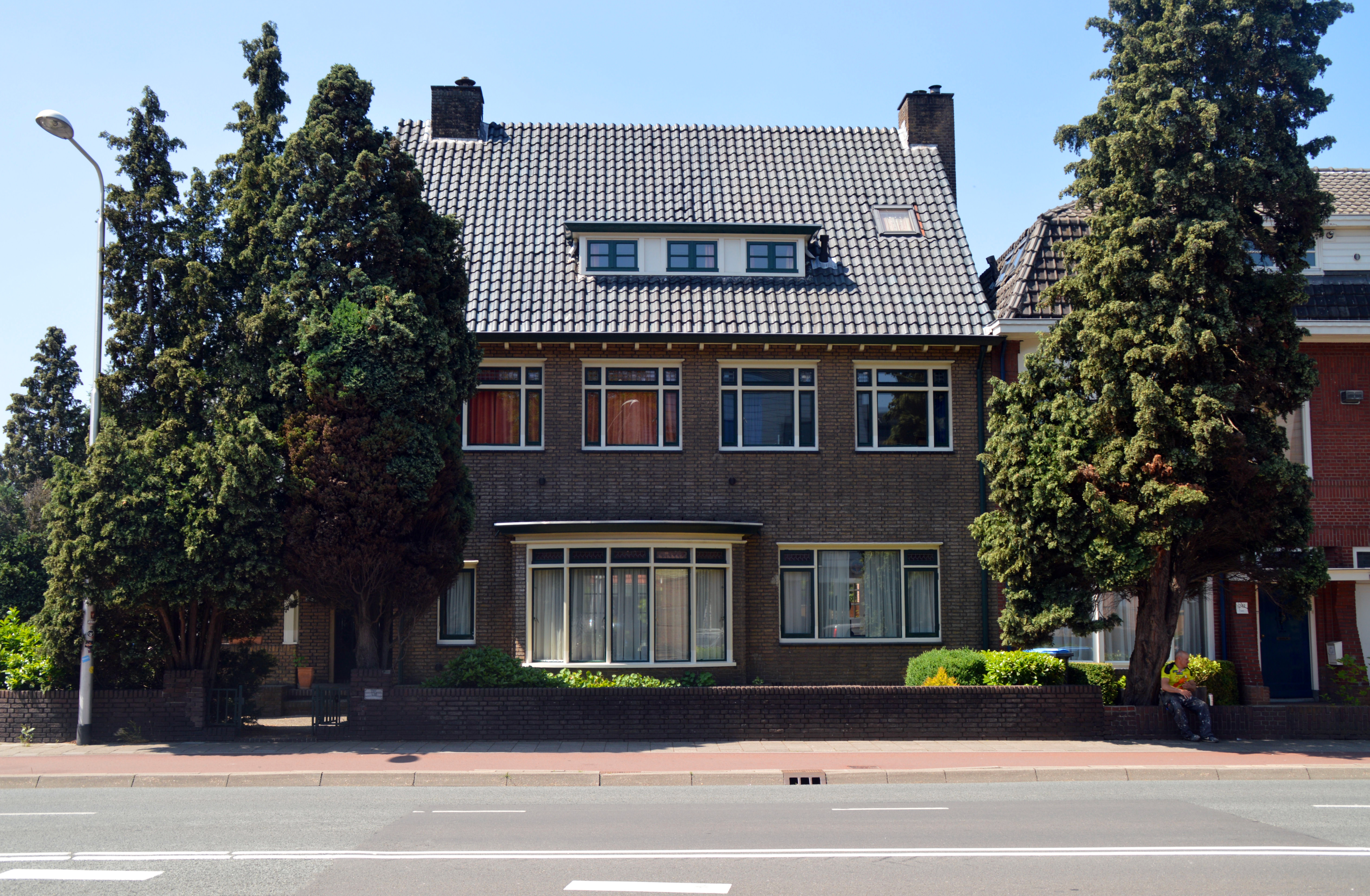
St. Annastraat 244 Tandartspraktijk met woning 1939
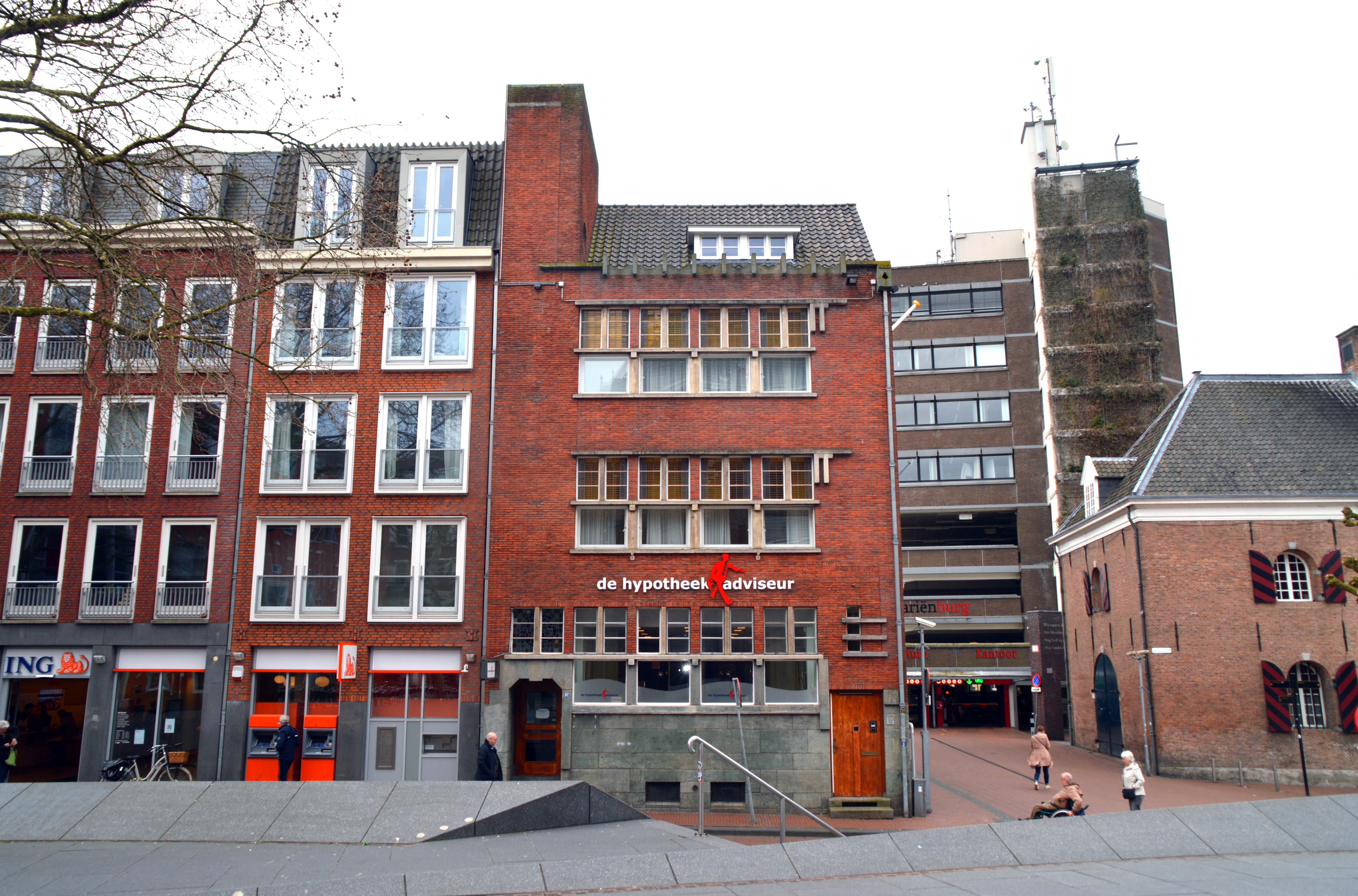
Kamer van koophandel Mariënburg